# Comissão Intergestores Tripartite
A Comissão Intergestores Tripartite (CIT) é um fórum que reúne representantes das três esferas de governo no âmbito do Sistema Único de Saúde (SUS). Trata-se de um espaço de articulação interfederativa dentro do arcabouço institucional e decisório do sistema de saúde brasileiro, que tem como diretrizes organizativas a regionalização e a descentralização. Funciona como um instrumento de governança do SUS que promove o diálogo, a negociação e a cooperação entre os níveis federal, estadual e municipal de gestão a fim de garantir e fortalecer a implementação das políticas públicas de saúde no âmbito da União. A CIT tem composição paritária e seus membros são indicados pelo Ministério da Saúde, pelo Conselho Nacional de Secretários de Saúde (Conass) e pelo Conselho Nacional de Secretarias Municipais de Saúde (Conasems). O Plenário da Comissão se reúne mensalmente para discutir e pactuar decisões por consenso acerca de diversos aspectos da organização da rede de atenção à saúde e da integração das ações e serviços.